# 1954年中国大陆
| 中国历史 / 中国历史年表 |
| 世紀： 19世纪中国 / 20世纪中国 / 21世纪中国 |
| 年代： 1920年代中国 / 1930年代中国 / 1940年代中国 / 1950年代中国大陆 / 1960年代中国大陆 / 1970年代中国大陆 / 1980年代中国大陆                                 |
| 年份： 1950年中国大陆 / 1951年中国大陆 / 1952年中国大陆 / 1953年中国大陆 / 1954年中国大陆 / 1955年中国大陆 / 1956年中国大陆 / 1957年中国大陆 / 1958年中国大陆 |
| 纪年： 甲午年（马年）、中华人民共和国成立5周年 |

## 领导人
- 中共中央主席：毛泽东
- 国家主席：毛泽东
- 国务院总理：周恩来
- 全国人大常委会委员长：刘少奇
- 国家副主席：朱德

## 大事記

### 1月
- 公安部副部长徐子荣报告称：“镇反”运动以来，全国共捕了262万余名，其中“共杀反革命分子71.2万余名，关了129万余名，先后管制了120万余名。捕后因罪恶不大，教育释放了38万余名。”
- 1月8日——毛澤東在杭州給劉少奇電報中安排憲法起草和討論，並開列書單，列有蘇聯、羅馬尼亞、波蘭、德國、捷克、法國以及中國辛亥革命以來不同時期不同類型之憲法，建議各政治局委員和在京中央委員閱看，準備日後討論憲法[1]:697。
- 1月11日——绥远省开会讨论撤消，划入内蒙古自治区。
- 1月12日——劉少奇主持召開政治局會議，討論毛澤東來電[1]:697。
- 1月13日——长江泰兴段断流。
- 1月15日——劉少奇簽發中共中央書記處《關於召開第七屆中央委員會第四次全體會議的通知》[1]:691。
- 1月16日——劉少奇給毛澤東的電報：「此間同志同意主席所定憲法起草工作及討論的計劃，即將來電印發在京各中委及候補中委，並要他們閱讀所列參考文件。」[1]:697
- 1月23日——中国人民志愿军战俘被“志愿”遣送到台湾。台湾方面称为14,209名“留韓反共義士”投奔台灣[2]:76。蔣介石致電美國總統艾森豪威尔申致謝意，並發表聲明：志願遣俘成功，證明民主國家獲得主動；中國大陸同胞倘獲機會，亦必將為自由奮鬥[2]:76。
- 1月25日——和2月5日，根據毛澤東指示，劉少奇、周恩來、鄧小平兩次找高崗談話[1]:691。
- 1月28日——北京—莫斯科直达客车首次通车。政务院第二百零四次会议同意《内蒙古自治区人民政府和绥远省人民政府关于将绥远省划归内蒙古自治区并撤消绥远省建制的报告》。

### 2月
- 2月1日——政务院批复新疆省人民政府，同意将迪化市改为乌鲁木齐市；迪化县改为乌鲁木齐县；迪化专区改为乌鲁木齐专区；乾德县改为米泉县；孚远县改为吉木萨尔县；绥来县改为玛纳斯县；景化县改为呼图壁县；承化县改为阿勒泰县；镇西县改为巴里坤县；巩哈县改为尼勒克县；阿山专区改为阿勒泰专区。
- 2月3日——劉少奇、朱德、陳雲、鄧小平找饒漱石談話[1]:691-692。
- 2月6日至2月10日——中共七屆四中全會在北京舉行，全會通過《關於增強黨的團結的決議》[3]:999。
- 2月12日——中共中央政治局成立以陳雲為組長之編制五年計劃綱要草案八人小組，決定調整領導編制「一五」計劃之工作班子[1]:702。
- 2月12日至3月13日——匈牙利足球队访问中国。
- 2月13日——汝箕沟矿难。
- 2月中旬——根據中央書記處決定，分別召開關於高崗和饒漱石問題的兩個座談會，高崗自殺未遂，8月間再次自殺身亡[1]:693-694。
- 2月25日，长江航运管理局重庆港务局江汉轮汽油爆炸，死亡26人，伤82人。
- 2月下旬——毛澤東和憲法起草小組擬出憲法草案初稿的三讀稿，派人送回北京，提交政治局討論[1]:697。
- 2月28日——和3月1日，劉少奇主持中共中央政治局擴大會議，討論並基本通過毛澤東在杭州主持起草之憲法草案初稿三讀稿；會議責成由董必武、彭真、張際春負責，以董必武為主，根據中央政治局討論之意見及憲法起草小組之意見，對三讀稿加以研究和修改[1]:697。

### 3月
- 3月12日——和3月13日、3月15日，劉少奇再次主持中共中央政治局擴大會議，討論憲法草案初稿四讀稿，決定：以陳伯達、胡喬木、董必武、彭真、鄧小平、李維漢、張際春、田家英八人組成憲法小組，負責初稿的最後修改；組成憲法起草委員會辦公室，以李維漢為秘書長[1]:698。
- 3月17日——毛澤東從杭州回到北京[1]:698。
- 3月18日——宁波海航2师6团MIG-15崔巍、姜凯双机在大陈岛上空击落国军P-47战斗机二架。
- 3月21日——至3月31日，中共中央舉行全國代表會議，正式通過《關於高崗、饒漱石反黨聯盟的決議》，開除高崗、饒漱石的黨籍[1]:694。
- 3月23日——中華人民共和國憲法起草委員會舉行第一次會議[4]。毛澤東主持會議，代表中國共產黨向會議正式提出《中華人民共和國憲法草案（初稿）》，決定憲法草案初稿提交憲法起草委員會討論，同時擴大討論範圍，政協全國委員會也分組討論，並分發各大行政區、各省市領導機關和各民主黨派、各人民團體地方組織討論[1]:698。

### 4月
- 陳雲向中央提出《五年計劃綱要（初稿）》，毛澤東、劉少奇、周恩來、鄧小平等中央領導人審閲[1]:702。
- 4月3日——归绥市（呼和浩特）400多人在车站举行议式，迎祭成吉思汗灵柩由青海移回内蒙古。
- 4月4日——内蒙古锡林郭勒盟东部风雪灾害。
- 4月中旬——中央人民政府主席毛澤東正式任命周恩來為出席日內瓦會議的中國代表團首席代表，張聞天、王稼祥、李克農為代表[3]:1007。
- 4月20日——周恩來率領中國代表團前往瑞士參加日內瓦會議[3]:1009。
- 4月26日——日內瓦會議在日內瓦國聯大廈開幕[3]:1009。
- 4月28日——周恩來致毛澤東、劉少奇並報中央電：「根據三天會場情況看來，朝鮮問題的討論形成敷衍局面，因美國不打算解決問題，法國對朝鮮問題又不便發言，英國也表示不想發言。」[3]:1011
- 4月29日——中印两国确定和平共处五项原则。毛澤東寫信給石城鄉黨支部、鄉政府：「文家（毛澤東外祖父文家）任何人，都要同鄉裡眾人一樣，服從黨與政府的領導，勤耕守法，不應特殊。請你們不要因為文家是我的親戚，覺得不好放手管理。我的態度是：第一，因為他們是勞動人民，又是我的親戚，我是愛他們的。第二，因為我愛他們，我就希望他們進步，勤耕守法，參加互助合作組織，完全和眾人一樣，不能有任何特殊。如有落後行為，應受批評，不應因為他們是我的親戚就不批評他們的缺點錯誤。」[5]:219

### 5月
- 5月3日——北京——平壤直达旅客列车通车。
- 5月7日——在中国支持下北越取得奠边府战役胜利。
- 5月7日至5月9日——蒋介石巡视慰问大陈岛和南麂岛[6]。
- 5月17日——周恩來致毛澤東、劉少奇並報中央電：「由於我方解放奠邊府，范文同主動提出釋放重傷俘虜和蘇聯主動提出中立國監督……使美國和法國主戰派的破壞談判遇到很大困難。法國國會多數要求停戰，政府中堅決反對停戰者亦占少數。在這種情況下，美國和法國主戰派為了挽救這種對他們不利的形勢，除以美法軍事談判進行恫嚇外，還在傷俘問題上制造緊張空氣，故意不積極接運傷員，反説我推遲遣送傷員。」[3]:1017
- 5月13日——中国第一座大型山谷水库——永定河官厅水库建成。
- 5月30日——周恩來致毛澤東、劉少奇並報中央電：「關於印度支那停戰問題雙方將進入實質的討論，其中最中心的問題為劃區、監察和國際保證，對這三個問題雙方的意見有很大距離。……印度支那三個成員國的民族和國家的界限是非常顯明而嚴格的。這種界限在法國建立印度支那的殖民統治以前就已經存在，而且在三國人民當中也是如此看待的，過去我們在國內沒有看得這樣嚴重。……柬埔寨、老撾兩個王國政府在大多數人民看來仍然是合法的政府，並且是被世界三十多個國家承認的政府。……這次在日內瓦會議的接觸中，我們才懂得問題不是那樣簡單，必須嚴格地以三個國家來對待。」[3]:1018

### 6月
- 6月8日——劉少奇主持憲法起草委員會第六次會議，經過討論，形成《中華人民共和國憲法草案（修正稿）》[1]:698。
- 6月11日——中華人民共和國憲法草案初稿經過憲法起草委員會第七次會議通過[4]。毛澤東主持會議，討論通過《中華人民共和國憲法草案（修正稿）》和關於憲法草案起草工作之報告，決定提交中央人民政府委員會[1]:698-699。
- 6月14日——中央人民政府委員會舉行第三十次會議，決定將憲法草案交付全國人民討論，往後近3個月中有1億5千萬人參加討論[1]:699。
- 6月22日——周恩來向中央報告《關於訪印目的及計劃的請示》，得到中央批准[3]:1039。
- 6月25日至6月28日——周恩來對印度正式訪問三天[3]:1039。
- 6月26日——周恩來和尼赫魯第3次和第4次會談記錄，周恩來説：「我們應該努力來消除亞洲各國毫無根據的恐懼。革命是不能輸出的。如果人民贊成一種制度，反對也是無效的。如果人民不贊成一種制度，勉強強加是一定要失敗的。我們應該以我們共信的原則給世界建立一個範例，證明各國是可以和平共處的。」[3]:1040-1041
- 6月28日——中国与印度两国总理发表由尼赫魯起草而又經過雙方磋商之联合声明：“最近中國和印度曾經達成一項協議。在這一協議中，它們規定了為兩國之間關係的某些原則。這些原則是：甲、互相尊重领土主权；乙、互不侵犯；丙、互不干涉内政；丁、平等互利；戊、和平共处。”[3]:1041同日，周恩來應緬甸總理吳努邀請，訪問緬甸首都仰光[3]:1042。
- 6月29日——至7月1日，劉少奇主持中央政治局擴大會議，聽取並討論陳雲《關於第一個五年計劃的幾點説明》[1]:702。
- 6月30日——中央人民政府政务院总理周恩來抵香港。

### 7月
- 7月7日——毛澤東在中共中央政治局擴大會議上的發言記錄：「緩和局勢與和平共處，本是我們的口號，現在艾登、尼赫魯都説了，形勢大變了。我應與一切願與我建立關係的國家建立工作。」[3]:1037
- 7月8日——周恩來在政協第一屆全國委員會常務委員會第57次會議上的報告記錄：「我們要爭取進一步緩和緊張局勢。世界上不同制度的國家可以和平共處，用和平競賽的辦法來證明人民民主制度的優越性，使舊世界起變化，我們互不干涉內政，這樣一個方針是可能的。因此，就要造成這樣一個國際統一戰線，要聯合法國，聯合英國，聯合東南亞國家，聯合印度支那成員國，達成印度支那的和平，來孤立美國，主要是孤立美國主戰派。」[3]:1016-1017
- 7月12日——和7月13日、7月16日、7月19日、7月24日，劉少奇連續五次主持中央政治局會議，先後聽取並討論鄧子恢關於農業、林業、水利的五年計劃報告，李富春關於第一個五年計劃工業建設任務幾個問題的報告，李先念關於國家財政五年計劃的報告和薄一波關於基本建設五年計劃的報告等[1]:702。
- 7月14日——西藏日喀则年楚河洪水。
- 7月23日——國泰空中霸王遭擊落事故
- 7月26日——中国制造首架飞机成功。
- 7月28日——河北省宣化市下花园矿务局一矿南掘进区瓦斯爆炸，死亡38人，伤156人。

### 8月
- 8月13日——经中央人民政府内务部批准，缅宁县改为临沧县；蒙化县改为巍山县；顺宁县改为凤庆县；镇南县改为南华县；平彝县改为富源县。

### 9月
- 在中央政治局討論基礎上，周恩來、陳雲領導五年計劃八人小組經過多次修改，正式提出《中華人民共和國發展國民經濟的第一個五年計劃草案（初稿）》，交付中共中央討論審定[1]:702-703。
- 9月3日——九三砲戰。中華人民共和國中央選舉委員會公布全國人民代表大會名單[4]。
- 9月4日——西藏地区代表达赖喇嘛·丹增嘉措、班禅额尔德尼·确吉坚赞等一行抵达北京出席第一届全国人民代表大会。朱德、周恩来等到车站迎接。
- 9月5日——上午，厦门金门炮战，解放軍在厦门击落中華民國国军战机12架，击伤42架[7]。
- 9月8日——憲法起草委員會召開第八次會議[1]:699。
- 9月9日——中共中央召開政治局常委會議，再次修改憲法草案[1]:699。中央人民政府舉行第三十四次會議，討論通過憲法草案，決定正式把憲法草案提交全國人民代表大會[1]:699。
- 9月11日——毛泽东在中南海勤政殿接见达赖喇嘛、班禅额尔德尼。
- 9月12日——劉少奇主持憲法起草委員會第九次會議，討論通過《關於中華人民共和國憲法草案的報告》，決定由劉少奇代表憲法起草委員會向第一屆全國人民代表大會第一次會議作此報告；會議還討論通過《中華人民共和國全國人民代表大會組織法》、《中華人民共和國國務院組織法》、《中華人民共和國人民法院組織法》、《中華人民共和國人民檢察院組織法》和《中華人民共和國地方各級人民代表大會地方各級人民委員會組織法》等法規草案[1]:699。
- 9月15日——中華人民共和國第一届全国人民代表大会第一次會議在北京开幕[3]:1033。受中華人民共和國憲法起草委員會委托，劉少奇向大會作《關於中華人民共和國憲法草案的報告》：「中國共產黨是我們國家的領導核心。黨的這種地位，決不應當使黨員在國家生活中享有任何特殊的權利，只是使他們必須擔負更大的責任。中國共產黨的黨員必須在遵守憲法和一切其他法律中起模範作用。一切共產黨員都要密切聯繫群眾，同各民主黨派、同黨外的廣大群眾團結在一起，為憲法的實施而積極努力。」[1]:699-700
- 9月20日——第一届全国人民代表大会第一次会议通过並公布《中华人民共和国宪法》[3]:1033-1034。同時通過《中華人民共和國全國人民代表大會組織法》、《中華人民共和國國務院組織法》、《中華人民共和國人民法院組織法》、《中華人民共和國人民檢察院組織法》和《中華人民共和國地方各級人民代表大會地方各級人民委員會組織法》[1]:700-701。
- 9月23日——周恩來代表中央人民政府在全國人大一次會議上作《政府工作報告》：「經濟建設工作在整個國家生活中已經居於首要的地位。」[3]:1034
- 9月27日——全國人民代表大會第一次會議選舉毛澤東為中華人民共和國主席、朱德為中華人民共和國副主席，劉少奇為全國人大常委會委員長[1]:701。全國人大一次會議根據中華人民共和國主席毛澤東提名，決定以周恩來為國務院總理[3]:1034。選舉宋慶齡、林作渠、李濟深、張瀾、羅榮桓、沈鈞儒、郭沫若、黃炎培、彭真、李維漢、陳叔通、達賴喇嘛·丹增加措、賽福鼎·艾則孜為全國人大常委會副委員長[1]:701。
- 9月28日——根據周恩來提名，通過國務院組成人員人選，陳雲、林彪、彭德懷、鄧小平、鄧子恢、賀龍、陳毅、烏蘭夫、李富春、李先念為副總理，周恩來仍兼任外交部長[3]:1034。中共中央军事委员会成立。習仲勳任「國務院秘書長」[8]。第一屆全國人民代表大會第一次會議歷時14天，圓滿閉幕[1]:701。

### 10月
- 10月18日——周恩來關於外交問題的報告：「和平中立派（按：印度等民族獨立國家）的確想和平。這些國家曾經是或現在仍是殖民地、附屬國。這些國家以印度為首。印度覺得打仗對其不利。這些國家對和平的要求與我們是共同的。在這點上，他們與我們更接近一些，統一戰線更強一些。不僅是在和平問題上，還由於他們過去和現在同樣受帝國主義的壓迫，因此，還有民族同情。特別是亞洲國家，更易與我們接近。但是由於社會制度和思想的不同，所以，美國曾多方壓迫和威脅他們，説他們中立不了。我們則不威脅他們，不説他們中立不可能。在政策上，和平中立是現實的，也是可能的。」[3]:1044-1045
- 10月18日至10月30日——尼赫魯到中國訪問，同周恩來四次會談[3]:1045。
- 10月20日——周恩來和尼赫魯第2次會談記錄：尼赫魯告訴周恩來，南亞五國（緬甸、錫蘭、印度、印度尼西亞、巴基斯坦）總理準備聯合發起召開亞非會議；周恩來稱：「我們願意參加這個會議，因為這個會議是為亞非和平和世界和平努力的，這個會議是為擴大和平區域而努力的，因此有助於和緩緊張局勢。……雖然參加會議的各國情況不同，而且會議遇到的問題是複雜的，但是終能找到共同點。」[3]:1045
- 10月底——為擺脱日常工作，集中精力審定第一個五年計劃草案初稿，毛澤東、劉少奇、周恩來到廣州[1]:703。

### 11月
- 從11月1日到11月23日[1]:703，毛澤東、劉少奇、周恩來、李富春等在廣州用20來天時間審核修改第一個五年計劃的草案初稿[3]:982。
- 11月1日——国务院总理周恩来任命汪锋、刘春、韦国清、萨空了、杨静仁为中央民族事务委员会副主任。
- 11月10日——毛澤東、劉少奇、周恩來從廣州聯名致電中共中央：「現在亟須要有各省市的地區計劃，我們代中央起草了一個指示電報，如同意，請印發為盼」；隨電發去中共中央給各省市委《關於請各省市制定地方經濟五年計劃的指示》：「中央已將《中華人民共和國發展國民經濟的第一個五年計劃草案（初稿）》發給你們，除請你們於十一月底以前提出意見報告中央外，並請各省、市委召集本地區的計劃工作會議，根據草案的精神和主要指標，結合當地的特點和具體情況，定出各省、市地方經濟的五年計劃綱要，於十二月十日送中央。」[1]:703
- 11月14日——解放军155号快艇在距国军太平艦一海里发射两枚鱼雷，其他3艘快艇也先后发射了鱼雷，击沉太平艦。
- 11月23日——最高人民法院军事审判庭，对13名美国间谍作出判决。判决唐奈无期徒刑、费克图有期徒刑20年。
- 11月30日至12月16日——緬甸總理吳努到中國訪問，同周恩來五次會談，提出希望周恩來能親自參加亞非會議[3]:1045。

### 12月
- 12月5日——周恩來和吳努第3次會談記錄，周恩來稱：「東南亞國家為和平而中立的態度已經引起了廣泛的同情。我們完全支持緬甸、印度、印度尼西亞三國總理關於擴大和平區域的主張。一旦和平區域擴大，形勢就會起變化，戰爭即可推遲或制止。」[3]:1045新疆军区生产建设兵团成立。
- 12月6日，内蒙古自治区包头市大发煤矿瓦斯爆炸，死亡104人[9]。
- 12月19日——海（口）一榆（林）公路通车。全长296公里。
- 12月21日至12月25日——政协舉行第二届全國委員會第一次会议，通過《中國人民政治協商會議章程》[3]:1035。
- 12月25日——康藏公路与青藏公路全线通车。
- 12月31日——《城市居民委员会组织条例》颁布并实施。晚间阿卜都.依米提大毛拉领导“伊斯兰政府联盟委员会”，纠结300多人袭击墨玉县劳改农场，打死至少9名军人。
- 12月底——中國的農業合作社從10萬個發展到48萬個[1]:715。

## 水灾
6月至9月，长江流域发生特大洪灾，农田1613.1公顷受灾，江淮流域梅雨期比常年延长一个月，长江中下游、淮河流域特大洪水，长江中下游湘、鄂、赣、皖、苏5省有123个县市受灾，农田受淹317万hm2，受灾人口1888万人，死亡3万余人，京广铁路100天不能通车。淮河流域洪水，淮北大堤失守，堤防溃决，淮北平原大片被淹，农田成灾面积达408.2万公顷，安徽、江苏死亡1930人。海河流域内涝，农田受涝面积292.7万公顷。黄河中下游干流及中游支流渭、汾河，辽河流域以及浙、粤、桂等省洪水。1969年兴建武汉防汛纪念碑纪念此次洪水。